# Глайнштеттен
Глайнштеттен (нем. Gleinstätten) — коммуна в Австрии, в федеральной земле Штирия. 
Входит в состав округа Лайбниц.  Население составляет 1526 человек (на 1 января 2001 года). Занимает площадь 8,34 км².

## Политическая ситуация
Бургомистр коммуны — Готтфрид Шобер (АНП).
Совет представителей коммуны (нем. Gemeinderat) состоит из 15 мест.
- АНП занимает 11 мест.
- СДПА занимает 4 места.